# 519 a.C.

## Nascimentos
- Cincinato - general, cônsul e ditador romano[1].
- Nicomedes (filho de Cleômbroto), irmão de Pausânias (general), regente de Plistóanex, liderou os lacedemônios na Batalha de Tânagra (c. 460 a.C.) na Primeira Guerra do Peloponeso.
- Améstris, rainha consorte do Império Aquemênida, esposa de Xerxes I. (m. 440 a.C.).
- Xerxes I, Xá aquemênida, filho de Dario I e Atossa. (m. 465 a.C.)